# Copa Mundial de Béisbol Sub-18 de 2019
La Copa Mundial de Béisbol Sub-18 de 2019 fue una competición de béisbol internacional que se disputó en Gijang, Corea del Sur, iniciando el 8 de agosto y terminando el 8 de septiembre del 2019, el torneo fue organizado por la WBSC.

## Participantes
Los siguientes 12 equipos calificaron para el torneo.
| Competición                                       | Sede     | Plazas | Clasificados                           |
| ------------------------------------------------- | -------- | ------ | -------------------------------------- |
| Campeonato Europeo de Béisbol Sub-18 de 2018      | Grosseto | 2      | Países Bajos España                    |
| Campeonato Asiático de Béisbol Sub-18 de 2018     | Miyazaki | 3      | Corea del Sur China Taipéi Japón       |
| Campeonato Panamericano de Béisbol Sub-18 de 2018 | Chitré   | 4      | Estados Unidos Panamá Canadá Nicaragua |
| Campeonato de Oceanía de Béisbol Sub-18 de 2018   | Agana    | 1      | Australia                              |
| Ranking África                                    | Lausana  | 1      | Sudáfrica                              |
| Comodín                                           | Lausana  | 1      | China                                  |
| TOTAL                                             | TOTAL    | 12     | 12                                     |

## Emparejamiento
| Grupo A       | Ranking | 2017 |                | Grupo B | Ranking | 2017 |
| ------------- | ------- | ---- | -------------- | ------- | ------- | ---- |
| Corea del Sur | 3°      | 2°   | Japón          | 1°      | 3°      |      |
| Australia     | 7°      | 5°   | Estados Unidos | 2°      | 1°      |      |
| Países Bajos  | 8°      | 8°   | China Taipéi   | 4°      | 7°      |      |
| Canadá        | 10°     | 4°   | Panamá         | 13°     | NP      |      |
| Nicaragua     | 15°     | 10°  | Sudáfrica      | 23°     | 12°     |      |
| China         | 20°     | NP   | España         | 26°     | NP      |      |

## Formato
Los 12 equipos clasificados fueron divididos en dos grupos de seis equipos cada uno que jugaron con el sistema de todos contra todos.
En la segunda ronda los tres mejores de cada grupo clasificaron a la Súper ronda; y los tres peores clasificaron a la Ronda de consolación. En esta fase, se arrastraron los resultados obtenidos entre los tres equipos de cada grupo; y se pasaron a disputar partidos contra los equipos del otro grupo, para completar cinco partidos.
Los dos primeros de la Súper ronda disputaron la final, y los ubicados en el tercer y cuarto lugar, disputarían la medalla de bronce.

## Ronda de apertura
La programación de los partidos fue anunciada el 2 de julio de 2019. Se disputaron entre el 30 de agosto y el 4 de septiembre.
- Los horarios corresponden al huso horario de Corea del Sur (UTC +09:00)

### Grupo A
| Equipo        | G | P | Av    | Dif | CA | CP |
| ------------- | - | - | ----- | --- | -- | -- |
| Corea del Sur | 4 | 1 | 0.800 | -   |    |    |
| Canadá        | 3 | 2 | 0.600 | 1   |    |    |
| Australia     | 3 | 2 | 0.600 | 1   |    |    |
| Países Bajos  | 3 | 2 | 0.600 | 1   |    |    |
| Nicaragua     | 2 | 3 | 0.400 | 2   |    |    |
| China         | 0 | 5 | 0.000 | 4   |    |    |

     – Clasificados a la Súper Ronda.

     – Juegan la Ronda de Consolación.
| Fecha           | Juego | Hora  | Visitante     | Resultado | Local         |
| --------------- | ----- | ----- | ------------- | --------- | ------------- |
| 30 de agosto    | 1     | 9:30  | China         | 3-17      | Canadá        |
| 30 de agosto    | 4     | 14:00 | Nicaragua     | 3-2       | Australia     |
| 30 de agosto    | 6     | 19:00 | Países Bajos  | 4-5       | Corea del Sur |
| 31 de agosto    | 10    | 15:30 | Países Bajos  | 0-11      | Canadá        |
| 31 de agosto    | 11    | 18:00 | Corea del Sur | 0-1       | Australia     |
| 31 de agosto    | 12    | 18:00 | China         | 3-6       | Nicaragua     |
| 1 de septiembre | 14    | 12:00 | Canadá        | 5-8       | Corea del Sur |
| 2 de septiembre | 15    | 12:00 | Nicaragua     | 2-4       | Países Bajos  |
| 2 de septiembre | 16    | 15:30 | Australia     | 13-2      | China         |
| 4 de septiembre | 19    | 11:00 | China         | 6-10      | Países Bajos  |
| 4 de septiembre | 20    | 11:00 | Australia     | 7-6       | Canadá        |
| 2 de septiembre | 23    | 18:15 | Nicaragua     | 0-9       | Corea del Sur |
| 3 de septiembre | 25    | 10:00 | Países Bajos  | 4-3       | Australia     |
| 3 de septiembre | 26    | 14:00 | Corea del Sur | 7-2       | China         |
| 3 de septiembre | 28    | 15:00 | Canadá        | 9-0       | Nicaragua     |

### Grupo B
| Equipo         | G | P | Av    | Dif | CA | CP |
| -------------- | - | - | ----- | --- | -- | -- |
| Japón          | 4 | 1 | 0.800 | -   |    |    |
| Estados Unidos | 4 | 1 | 0.800 | -   |    |    |
| China Taipéi   | 4 | 1 | 0.800 | -   |    |    |
| España         | 2 | 3 | 0.400 | 2   |    |    |
| Panamá         | 1 | 4 | 0.200 | 3   |    |    |
| Sudáfrica      | 0 | 5 | 0.000 | 4   |    |    |

     – Clasificados a la Súper Ronda.

     – Juegan la Ronda de Consolación.
| Fecha           | Juego | Hora  | Visitante      | Resultado | Local          |
| --------------- | ----- | ----- | -------------- | --------- | -------------- |
| 30 de agosto    | 2     | 12:00 | Panamá         | 1-4       | China Taipéi   |
| 30 de agosto    | 3     | 12:00 | España         | 2-4       | Japón          |
| 30 de agosto    | 5     | 19:00 | Sudáfrica      | 0-11      | Estados Unidos |
| 31 de agosto    | 7     | 10:00 | España         | 12-3      | Panamá         |
| 31 de agosto    | 8     | 12:00 | Japón          | 19-0      | Sudáfrica      |
| 31 de agosto    | 9     | 12:00 | China Taipéi   | 1-8       | Estados Unidos |
| 1 de septiembre | 13    | 10:00 | Sudáfrica      | 2-17      | Panamá         |
| 1 de septiembre | 17    | 18:00 | Estados Unidos | 7-16      | Japón          |
| 1 de septiembre | 18    | 18:00 | España         | 4-5       | China Taipéi   |
| 4 de septiembre | 21    | 15:00 | Panamá         | 3-5       | Estados Unidos |
| 4 de septiembre | 22    | 15:00 | Sudáfrica      | 8-16      | España         |
| 2 de septiembre | 24    | 18:00 | Japón          | 1-3       | China Taipéi   |
| 3 de septiembre | 27    | 11:00 | Estados Unidos | 8-3       | España         |
| 3 de septiembre | 29    | 18:00 | Panamá         | 1-5       | Japón          |
| 3 de septiembre | 30    | 18:00 | China Taipéi   | 15-0      | Sudáfrica      |

## Ronda de colocación
Disputada del 5 al 17 de septiembre por los equipos que no clasificaron a la Súper ronda para definir su posición en el torneo.
| Equipo          | G | P | Av    | Dif | CA | CP |
| --------------- | - | - | ----- | --- | -- | -- |
| 7° Países Bajos | 5 | 0 | 1.000 | -   | -  | -  |
| 8° España       | 3 | 2 | 0.600 | 2   | -  | -  |
| 9° Panamá       | 3 | 2 | 0.600 | 2   | -  | -  |
| 10° Nicaragua   | 2 | 3 | 0.400 | 3   | -  | -  |
| 11° China       | 2 | 3 | 0.400 | 3   | -  | -  |
| 12° Sudáfrica   | 0 | 5 | 0.000 | 5   | -  | -  |

| Fecha           | Juego | Hora  | Visitante    | Resultado | Local        |
| --------------- | ----- | ----- | ------------ | --------- | ------------ |
| 5 de septiembre | 32    | 10:00 | Sudáfrica    | 1-11      | Nicaragua    |
| 5 de septiembre | 34    | 16:00 | China        | 6-0       | España       |
| 5 de septiembre | 36    | 18:00 | Panamá       | 1-2       | Países Bajos |
| 6 de septiembre | 38    | 10:00 | China        | 8-0       | Sudáfrica    |
| 6 de septiembre | 40    | 16:00 | Panamá       | 2-1       | Nicaragua    |
| 6 de septiembre | 42    | 18:00 | Países Bajos | 3-1       | España       |
| 7 de septiembre | 44    | 10:00 | China        | 1-3       | Panamá       |
| 7 de septiembre | 46    | 16:00 | Nicaragua    | 2-7       | España       |
| 8 de septiembre | 48    | 10:00 | Sudáfrica    | 0-10      | Países Bajos |

## Súper ronda
Se disputará del 7 al 9 de septiembre.
| Equipo         | G | P | Av    | Dif |
| -------------- | - | - | ----- | --- |
| Estados Unidos | 4 | 1 | 0.800 | -   |
| China Taipéi   | 3 | 2 | 0.600 | 1   |
| Australia      | 3 | 2 | 0.600 | 1   |
| Corea del Sur  | 2 | 3 | 0.400 | 2   |
| Japón          | 2 | 3 | 0.400 | 2   |
| Canadá         | 1 | 4 | 0.200 | 3   |

     – Jugarán título mundial sub-18.

     – Jugarán por el tercer puesto.

| Fecha           | Juego | Hora  | Visitante      | Resultado | Local          |
| --------------- | ----- | ----- | -------------- | --------- | -------------- |
| 5 de septiembre | 31    | 12:00 | Australia      | 1-2       | Estados Unidos |
| 5 de septiembre | 33    | 12:00 | China Taipéi   | 7-2       | Corea del Sur  |
| 5 de septiembre | 35    | 18:00 | Canadá         | 1-5       | Japón          |
| 6 de septiembre | 37    | 12:00 | China Taipéi   | 12-0      | Australia      |
| 6 de septiembre | 39    | 12:00 | Estados Unidos | 10-0      | Canadá         |
| 6 de septiembre | 41    | 18:00 | Japón          | 4-5       | Corea del Sur  |
| 7 de septiembre | 45    | 12:00 | Estados Unidos | 8-5       | Corea del Sur  |
| 7 de septiembre | 43    | 12:30 | Australia      | 4-1       | Japón          |
| 7 de septiembre | 47    | 18:00 | China Taipéi   | 7-12      | Canadá         |

## Tercer lugar

### Corea del Survs.Australia
8 de agosto de 2023; Gijang, Corea del Sur.
| Equipo                                               | 1 | 2 | 3 | 4 | 5 | 6 | 7 | 8 | 9 | C | H | E |
| ---------------------------------------------------- | - | - | - | - | - | - | - | - | - | - | - | - |
| Corea del Sur                                        | 1 | 0 | 2 | 1 | 0 | 0 | 0 | 0 | 2 | 6 | 9 | 0 |
| Australia                                            | 0 | 0 | 3 | 1 | 0 | 0 | 0 | 1 | 0 | 5 | 8 | 4 |
| G: Seunghyun Lee P:William Sherriff SV: Hyeongjun So |   |   |   |   |   |   |   |   |   |   |   |   |
| HR: ASIST:                                           |   |   |   |   |   |   |   |   |   |   |   |   |

## Final

### China Taipéivs.Estados Unidos
8 de agosto de 2023; Gijang-gun, Corea del Sur.
| Equipo                                             | 1 | 2 | 3 | 4 | 5 | 6 | 7 | 8 | 9 | C | H | E |
| -------------------------------------------------- | - | - | - | - | - | - | - | - | - | - | - | - |
| China Taipéi                                       | 0 | 0 | 0 | 0 | 1 | 0 | 0 | 1 | 0 | 2 | 5 | 2 |
| Estados Unidos                                     | 0 | 0 | 0 | 0 | 0 | 0 | 0 | 0 | 1 | 1 | 5 | 1 |
| G: Chien Yun P:Po-Yu Chen SV: Lucas Dominic Gordon |   |   |   |   |   |   |   |   |   |   |   |   |
| HR: ASIST:                                         |   |   |   |   |   |   |   |   |   |   |   |   |

## Posiciones finales
La tabla muestra la posición final de los equipos.
| Pos | Equipo         | Record |
| --- | -------------- | ------ |
|     | China Taipéi   | 7-2    |
|     | Estados Unidos | 7-2    |
|     | Corea del Sur  | 6-3    |
| 4   | Australia      | 4-5    |
| 5   | Japón          | 5-3    |
| 6   | Canadá         | 4-4    |
| 7   | Países Bajos   | 6-2    |
| 8   | España         | 3-5    |
| 9   | Panamá         | 3-5    |
| 10  | Nicaragua      | 3-5    |
| 11  | China          | 2-6    |
| 12  | Sudáfrica      | 0-8    |